# Crisis de liquidez de septiembre de 2008
La crisis de liquidez de septiembre de 2008 se convirtió en una prominente crisis en los Estados Unidos y en todo el mundo, el 15 de septiembre de 2008 debido a la decisión de Lehman Brothers Holdings Inc. de declararse en quiebra, la adquisición de Merrill Lynch por el Bank of America, y la preocupación por la American International Group (AIG) que necesitó que la empresa fuera "rescatada" por la Reserva Federal el 16 de septiembre. En conjunto, estos acontecimientos fueron vistos como reflejo del deterioro de los sistemas financieros de EE. UU. (aparentemente debido a la prevalencia del crédito subprime, lo que llevó a la Crisis de las hipotecas subprime). Esto necesitó grandes inyecciones de dinero en efectivo por los bancos centrales de todo el mundo a los sistemas financieros privados. En el primer día, el Dow Jones Industrial Average perdió 504 puntos (4,4%) de su valor, mientras que el S & P 500 cayó 59 puntos (4,7%). Asia y los mercados europeos de préstamos fueron igualmente fuertemente golpeados. Reguladores del Reino Unido anunció una prohibición temporal de la "venta corta" de títulos financieros el 18 de septiembre y fueron seguidos por los Estados Unidos el 19 de septiembre.
El 29 de septiembre, el Dow Jones Industrial Average bajó 777 puntos (6,98%), el mayor nivel de caída en la historia.

## Respuesta de la administración de Estados Unidos

### Intervención temporal de la Reserva Federal
| Los tipos de cambios de la Reserva Federal ( Sólo el año más reciente ) |                   |                       |                       |                  |                          |
| Fecha                                                                   | Tasa de descuento | Tasa de descuento     | Tasa de descuento     | fondos federales | Tasa de fondos federales |
|                                                                         |                   | Primaria              | Secundaria            |                  |                          |
|                                                                         | tasa de cambio    | nueva tasa de interés | nueva tasa de interés | tasa de cambio   | nueva tasa de interés    |
| 30 de abril de 2008                                                     | -.25%             | 2.25                  | 2.75                  | -.25             | 2.00%                    |
| 18 de marzo de 2008                                                     | -.75%             | 2.50                  | 3.00                  | -.75             | 2.25%                    |
| 16 de marzo de 2008                                                     | -.25%             | 3.25                  | 3.75                  |                  |                          |
| 30 de enero de 2008                                                     | -.50%             | 3.50                  | 4.00                  | -.50             | 3.00%                    |
| 22 de enero de 2008                                                     | -.75%             | 4.00                  | 4.50                  | -.75             | 3.50%                    |

Vision más detallada de la Reserva Federal de los EE. UU. descuento de tarifas:
El 29 de septiembre de 2008: La Reserva Federal aumento al doble el mecanismo de Fondos para Subasta a Plazo -a $ 300 millones de dólares -  el aumento siendo puesto a disposición de los bancos comerciales en un esfuerzo por aumentar la liquidez. Esto debería reducir la tasa de interés de los fondos de la Reserva Federal. Esa Reserva a su vez dobló el tamaño de sus intercambio con los bancos centrales extranjeros a 620 mil millones de dólares, a fin de disminuir la tensión en el sistema bancario europeo, donde habría habido escasez de dólares de los EE. UU. 

### Propuesta legislativa
El secretario del Tesoro de los Estados Unidos, Henry Paulson y el presidente George W. Bush  propusieron un proyecto de ley para que el gobierno de los EE. UU. comprara 700 mil millones de  "Activos problemáticos relacionados con hipotecas"  de las empresas financieras con la esperanza de mejorar la confianza en los títulos respaldados por hipotecas, los mercados y las empresas financieras que participan en él.
El debate, las audiencias y reuniones entre líderes legislativos y la administración posterior dejó claro que el plan necesitaba someterse a significativas modificaciones antes de que pueda ser aprobado por el Congreso. El 29 de septiembre de 2008, el proyecto de ley fue rechazado en la Cámara de Representantes., lo que llevó a una caída precipitosa en los mercados: el índice Dow Jones cayo sobre 777 puntos en un solo día, la caída más grande en la historia de esa institución. La ocasión fue descrita como el día en el cual las inversiones fueron aplastadas.

### Consecuencias
Lehman Brothers se declaró en quiebra dejando una deuda de 600.000 millones de dólares, 25,000 desempleados bancarios, las pérdidas fueron asumidas en forma colectiva debido a la caída del precio de las acciones en las bolsas de todo el mundo. Nadie pudo rescatar la deuda que venía sospechosamente desde inicios de 2008

## Respuestas globales a las crisis
El 15 de septiembre de 2008, China redujo su tasa de interés por primera vez desde 2002.
Indonesia redujo su tasa de repo de la noche a la mañana, en la que los bancos comerciales pueden obtener préstamos de fondos rápidamente del banco central, en dos puntos porcentuales, hasta el 10'25 por ciento.
El Banco de la Reserva de Australia inyectó cerca de US $ 1'5 millones en el sistema bancario, casi tres veces más que el mercado de las necesidades estimadas.
El Banco de la Reserva de la India añadió casi $ 1'32 millones, a través de una operación de refinanciación, la mayor en al menos un mes.
En Taiwán, el banco central redujo el 16 de septiembre de 2008 sus coeficientes de reservas necesarios por primera vez en ocho años. El banco central añadió $ 3'59 millones en el mercado exterior interbancario de divisas ese mismo día.
El Banco de Japón bombeó 29'3 millones de dólares en el sistema financiero el 17 de septiembre de 2008 mientras el Banco de la Reserva de Australia añadió 3'45 millones de dólares el mismo día.
El Banco Central Europeo inyectó $ 99'8 millones en un solo día.
El Banco de Inglaterra añadió $ 36 mil millones. En total, los bancos centrales de todo el mundo añadirían más de $ 200 mil millones desde el comienzo de la semana hasta el 17 de septiembre.
El 29 de septiembre de 2008, Bélgica, Luxemburgo y autoridades de los Países Bajos nacionalizaron parcialmente Fortis.
El 29 de septiembre el Índice OBX, (Bolsa de Oslo) se redujo un 8'3%, su tercera mayor caída en un día.